# 越石優
越石 優（こしいし ゆう、1985年6月8日 - ）は、日本の女子プロボクサーである。神奈川県横浜市出身。

## 来歴
2006年3月12日、20歳で山神ボクシングジムへ入門する。
2007年10月、後楽園ホールにてJBC主催女子公開スパーリングに参加。
2008年2月、女子プロライセンスを取得。
2008年5月9日、後楽園ホールにて野口智代と対戦し、4R判定負け。
2008年8月12日、後楽園ホールにて花形冴美とと対戦し、4R判定勝ち。
2008年10月12日、後楽園ホールにて野口智代と再戦し、2RTKO勝ち。
2009年2月16日、後楽園ホールにて西田久美子と対戦し、2RTKO負け。
2009年6月8日、後楽園ホールにて黒田陽子と対戦し、4R判定勝ち。
2009年11月16日、後楽園ホールにて上田千穂と対戦し、4R判定勝ち。
これを最後に長らく試合が組まれず、大橋ボクシングジムへ移籍。

## 戦績
- 6戦 4勝 1KO 2敗